# 배무
배무(裴茂, ? ~ ?)는 중국 후한 말의 정치가로, 자는 거광(巨光)이며, 사례(司隷) 하동군(河東郡) 문희현(聞喜縣) 사람이다.

## 생애
명문가 출신으로, 영제(靈帝) 대에 출사하여 현령(縣令) · 군수(郡守) · 상서(尙書)를 역임하였고 상서령(尙書令)에까지 올랐다.
초평(初平) 4년(193년) 5월, 큰비가 20일 가량이나 내렸다. 황제는 시어사(侍御史) 배무를 시켜 죄가 가벼운 자 2백 명을 사면하였는데, 그 중에는 이각(李傕)의 무고로 잡힌 자도 있었다. 이각은 이에 대하여 황제에게 상주하였다.
| “ | 배무가 멋대로 죄수를 풀어주고 있는데, 필시 나쁜 무리와 결탁했을 것입니다. 배무를 붙잡아야 합니다. | ” |

황제가 답하였다.
| “ | 사자는 칙명에 따라 은택을 베푸는 것이며, 죄가 가벼운 자를 풀어주는 것은 하늘의 뜻에도 맞다. 한쪽은 사면해주는데 한쪽은 죄를 묻는단 말인가? 들어줄 수 없다. | ” |

건안(建安) 2년(197년) 10월, 알자복야(謁者僕射) 배무는 단외(段煨)를 필두로 하여 관중(關中)의 장수들을 거느렸고, 이각을 토벌하여 그 삼족을 멸하였다. 이 공적으로 열후(列侯)에 봉해져 양길평후(陽吉平侯)가 되었다.
건안 19년(214년) 3월, 천자는 위공(魏公)의 위계를 제후왕보다 위로 두는 한편 붉은 끈이 달린 금새(金璽)와 원유관(遠遊冠)을 하사였다. 이에 좌중랑장(左中郞將) · 양선정후(楊宣亭侯)인 배무를 지절(持節)로 하여 위공에게 전달하였다.

## 배무의 친족관계

### 관련 인물
배송지　배수　배잠